# Gedròsia
Gedròsia o Maka fou una satrapia persa i selèucida que limitava al sud amb l'oceà Índic; a l'est amb l'Indus; al nord amb Aracòsia; i a l'oest amb Drangiana i Carmània. Correspon bàsicament a l'actual Balutxistan o Makran.
El nom de Gedròsia no apareix a cap font persa i en canvi apareix el nom de Maka, pel que s'ha suposat que aquest era el nom persa de la satrapia (antecedent de Makran), però gran part dels erudits consideren que Maka designava a Oman que antigament es deia Maketa.
El primer sàtrapa conegut és Artavazda el 505 aC i el seu successor o predecessor fou Jamaspa; també foren sàtrapes Tiridiates i segurament Sibyrtius. La capital fou Pura. Aquesta satrapia formava part de la gran satrapia d'Aracòsia. Al seu torn estava formada per tres satrapies menors:
- Gedròsia (Maka) que arribava al sud fins a la mar on vivien els ictiòfags que vivien primitivament; a l'oest el Dasht-i Lut marcava el límit amb Carmània; al nord tocava a l'extrem sud-oest de Drangiana, a la satrapia menor d'Ariàspia i a la satrapia principal d'Aracòsia. És possible que algunes zones costaneres d'Oman fossin part de la província però això està en discussió.
- Oritània
- Ariàspia

La part nord era muntanyosa amb les muntanyes Baetii (actualment Washáti); al centre una cadena muntanyosa coneguda per Arbiti Mons (probablement les muntanyes Bala o Brahtul) connectava amb el riu Arabis (actual Purali); a l'oest les Muntanyes Pèrsiques (Persici Montes, avui Bushkurd o Burkind). Els únics rius rellevants a part l'Arabis, eren el Nabrus (segurament el Dustee o Bhugwur) i el Tomeris o Tuberum (modern Bhusul).
Els gedrosis foren un pobre d'ètnia ària, semblants als aracosis, aris i drangians. No eren coneguts abans de l'expedició d'Alexandre el Gran, i de fet no foren totalment sotmesos per aquest però gairebé res és conegut sobre la seva situació política. L'almirall d'Alexandre, Nearcos, descriu les ciutats de la costa, esmenta els diversos petits reis locals i en dona els noms del regnes o pobles, d'est a oest: Saranga, Sacaka, Morontobaca, entre l'Indus i l'Arabis; seguien els arabites, Oreites, Ores, i Ori (o Horites). A la desembocadura del Tomeris Nearcos va fundar una ciutat que es va dir Oraea (avui Urmara). No lluny la ciutat de Rhambacia (Rhambakia) fou elegida per Alexandre per fundar una colònia (podria ser l'actual Haúr o potser Ramghur). A l'oest es trobava la tribu anomenada els ictiòfags, que vivien de la pesca, i el seu nom equivalent persa (Mahi khoran) va originar segurament l'actual nom regional de Makran; a l'oest seguien Balomum, Dendrobosa, Cyiza, Canasis o Canasida, Troesa, i Dagasiris. Una ciutat anomenada Omana que potser és la mateixa que Claudi Ptolemeu esmenta com Commana, era també a aquesta zona. A l'interior Alexandre va passar per una gran ciutat, una espècie de metròpoli, que es deia Pura (potser la moderna Bampur o menys probablement Puhrat).
El país fou suposadament conquerit per Cir II el Gran (559-530 aC). Alexandre va arribar al país ja de tornada a Babilònia, i va creuar el desert de Gedròsia el 325 aC i en el trajecte va perdre molts homes. Alexandre va nomenar sàtrapa a Apollophanes; aquest fou substituït aviat per Thoas que va morir al cap de poc i la satrapia fou confiada a Sibirtios de Carmània que va reunir les satrapies de Gedròsia i d'Aracòsia.